# Oxapampa
Oxapampa (en yánesha: Koshapampó) es una ciudad peruana capital del distrito y de la provincia de Oxapampa, ubicada en el departamento de Pasco. Según el censo de 2017, tenía 15 677 hab. con una proyección de 17 255 hab. para 2020.

## Toponimia
El nombre Oxapampa u Oxhapampa, proviene del quechua uqsha, que significa «paja» y de «pampa», por lo que significa 'pampa de paja'.

## Fundación
Oxapampa fue fundada en el siglo XIX por colonos austriacos (provenientes del Tirol) y alemanes (provenientes de Renania) quienes venían desde Pozuzo en busca de tierras fértiles. Con el tiempo llegaron colonos peruanos, croatas (apellidos en -ich), italianos e incluso suecos (apellidos en -son). Actualmente es una colonia mestiza que habitan franceses, polacos, suizos, peruanos. La pequeña ciudad de Oxapampa se ubica en el área de asentamiento de los indígenas Yaneshas..
El 30 de agosto de 1891, fue fundada Oxapampa por el colono Enrique Bottger

## Geografía

### Ubicación
Oxapampa se encuentra ubicada en el margen derecho del río Chorobamba y en la parte central y oriental del departamento de Pasco, entre las coordenadas geográficas 10°35′25″ de latitud sur y 75°23'55" de longitud oeste del meridiano de Greenwich.
Distritos de la provincia de Oxapampa:
| - Oxapampa - Chontabamba - Huancabamba - Palcazú | - Pozuzo - Puerto Bermúdez - Villa Rica - Ciudad Constitución |

### Superficie
La superficie del distrito de Oxapampa es de 982.04 km² (3.52 hab/km²), La cuenca de Oxapampa posee una extensión aproximada de 2508.78 km².

### Altitud
Oxapampa se encuentra a 1814 m s. n. m. variando las alturas de 1000 m s. n. m. (Puente Paucartambo) hasta los 2300 m s. n. m. (PNYCh) aproximadamente.

### Clima
Húmedo, templado y lluvioso, con temperaturas promedio de 15 °C a 25 °C y precipitaciones de 3000 a 3400 mm.
| Parámetros climáticos promedio de Oxapampa | Parámetros climáticos promedio de Oxapampa | Parámetros climáticos promedio de Oxapampa | Parámetros climáticos promedio de Oxapampa | Parámetros climáticos promedio de Oxapampa | Parámetros climáticos promedio de Oxapampa | Parámetros climáticos promedio de Oxapampa | Parámetros climáticos promedio de Oxapampa | Parámetros climáticos promedio de Oxapampa | Parámetros climáticos promedio de Oxapampa | Parámetros climáticos promedio de Oxapampa | Parámetros climáticos promedio de Oxapampa | Parámetros climáticos promedio de Oxapampa | Parámetros climáticos promedio de Oxapampa |
| Mes | Ene.                                       | Feb.                                       | Mar.                                       | Abr.                                       | May.                                       | Jun.                                       | Jul.                                       | Ago.                                       | Sep.                                       | Oct.                                       | Nov.                                       | Dic.                                       | Anual                                      |
| --- | ------------------------------------------ | ------------------------------------------ | ------------------------------------------ | ------------------------------------------ | ------------------------------------------ | ------------------------------------------ | ------------------------------------------ | ------------------------------------------ | ------------------------------------------ | ------------------------------------------ | ------------------------------------------ | ------------------------------------------ | ------------------------------------------ |
| Temp. máx. media (°C) | 25.5                                       | 25.4                                       | 24.7                                       | 25.4                                       | 25.9                                       | 25.3                                       | 25.2                                       | 25.4                                       | 25.8                                       | 26.2                                       | 26.1                                       | 25.5                                       | 25.5                                       |
| Temp. media (°C) | 19.2                                       | 19.2                                       | 18.5                                       | 18.6                                       | 18.1                                       | 17.2                                       | 17                                         | 17.3                                       | 18.3                                       | 19.2                                       | 19.1                                       | 18.9                                       | 18.4                                       |
| Temp. mín. media (°C) | 12.9                                       | 13.1                                       | 12.4                                       | 11.9                                       | 10.4                                       | 9.2                                        | 8.9                                        | 9.3                                        | 10.8                                       | 12.2                                       | 12.1                                       | 12.3                                       | 11.3                                       |
| Precipitación total (mm) | 436                                        | 421                                        | 392                                        | 269                                        | 190                                        | 143                                        | 157                                        | 182                                        | 243                                        | 300                                        | 358                                        | 402                                        | 3493                                       |
| Humedad relativa (%) | 87.8                                       | 88.2                                       | 87.2                                       | 86.9                                       | 85.6                                       | 84.5                                       | 85.2                                       | 83.6                                       | 84                                         | 84.8                                       | 85.9                                       | 87.9                                       | 86                                         |
| Fuente: CLIMATE-DATA.ORG(http://es.climate-data.org/location/4353/), MINEM(http://www.minem.gob.pe/minem/archivos/file/DGGAE/ARCHIVOS/estudios/EIAS%20-%20hidrocarburos/108/EIA%20DIGITAL/Cap%203A%20LB%20Fisicoquimico/Cap%203A%20Texto.pdf) |                                            |                                            |                                            |                                            |                                            |                                            |                                            |                                            |                                            |                                            |                                            |                                            |                                            |

### Turismo
- Distrito de Oxapampa
- Ruta de las comunidades y artesanías
- Ruta de las cataratas (donde se realiza ecoturismo)
- Bosque del Tsho'llet
- Distrito de Pozuzo
- Distrito de Villa Rica
- Distrito de Palcazú

### Paisaje
Oxapampa pertenece a la región natural conocida como selva alta, pues se encuentra a una altitud aproximada de 1800 m s. n. m. A 80 km del valle de Oxapampa y a unos 800 m s. n. m., se encuentra el asentamiento de Pozuzo.
La provincia de Oxapampa cuenta con el parque nacional Yanachaga-Chemillén (PNYCh) y el imponente cañón del Huancabamba. El 2 de junio de 2010 la UNESCO declara al parque nacional Yanachaga-Chemillén como cuarta reserva de biosfera a la Reserva de Biosfera Oxapampa-Asháninka-Yanesha, ubicada en la provincia de Oxapampa y también están sus laderas, cubiertas totalmente por una exuberante vegetación, alcanzan alturas de hasta mil metros. Al recorrerlo pueden apreciarse las cataratas del Rayantambo, con caídas de 30 m de altura.

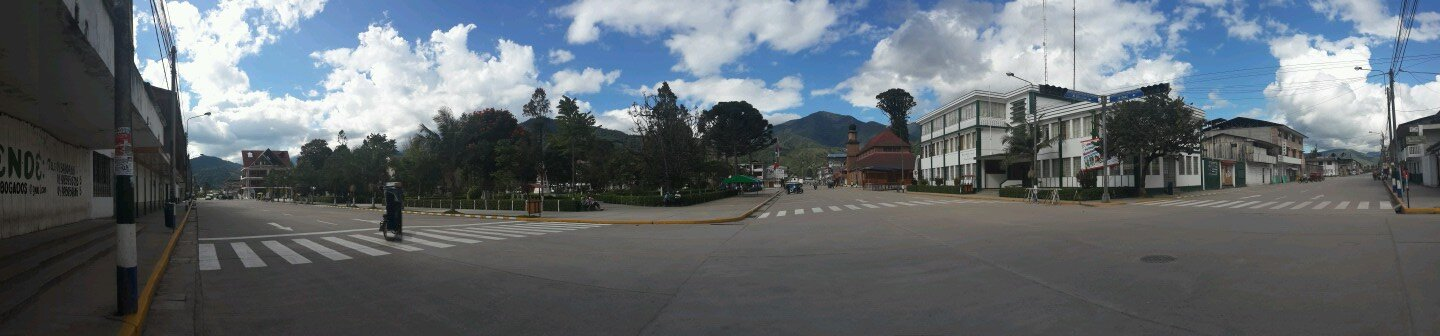
Vista panorámica de la Plaza de armas de Oxapampa.

### Personas destacadas
- Antonio Brack Egg. Educador, ecologista, escritor e investigador peruano especializado en asuntos relacionados con diversidad biológica y desarrollo del biocomercio. Fue el primer Ministro del Ambiente del Perú.